# Joseph Oriol
Pour les articles homonymes, voir Oriol.
Joseph Oriol (ou José) - 1650-1702 était un prêtre catalan, qui consacra toute sa vie aux plus démunis. Il est fêté comme saint dans l'Église catholique.

## Vie
Né le 23 novembre 1650 à Barcelone. D'origine modeste, il dut à l'attention de plusieurs prêtres, de pouvoir poursuivre des études à l'université de Barcelone. Il obtint un doctorat de théologie le 1er août 1674 et fut ordonné prêtre le 30 mai 1676.
En 1686, il se rendit à Rome, et fut ensuite affecté par le Pape Innocent XI à la paroisse de Notre-Dame du Pin, à Barcelone.
Joseph souhaitait vivement partir en mission dans des pays lointains, mais, en 1698, alors qu'il avait décidé d'aller apporter l'Évangile au Japon, il dut s'arrêter à Marseille, victime d'une maladie qui l'obligea à interrompre son voyage. Il retourna donc à Barcelone, et une vision lui fit comprendre quelle était sa véritable vocation : vivre au milieu des pauvres, et redonner la foi aux fidèles de Barcelone.
Joseph Oriol mourut dans sa paroisse, qu'il n'avait jamais quittée, le 23 mars 1702.

## Œuvre
Joseph Oriol vivait dans une grande austérité, habitant une mansarde, se nourrissant de peu, toujours en prière et en méditation. Il pratiquait mortifications et pénitences, et montrait une très profonde humilité. Il était l'exemple spirituel de beaucoup, à tel point qu'il fut parfois accusé de ruiner la santé de ses fidèles quand ils suivaient son exemple.
Toutefois, sa réputation a surtout été fondée sur sa grande foi, son espérance perpétuelle, et toute la sollicitude qu'il avait pour les autres. Il était connu aussi pour ses dons de prophétie (il aurait prédit la date de sa mort).
Il a instruit les enfants pauvres, évangélisé les soldats, et soigne tous ceux qui font appel à lui. Sa réputation de thaumaturge était grande, les aveugles, les sourds-muets, les infirmes venaient à lui, et il les guérissait.

## Béatification - canonisation
- Joseph Oriol a été béatifié le 5 septembre 1806 par le Pape Pie VII,
- et canonisé le 20 mai 1909 par le Pape Pie X.
- Sa fête a été fixée au 23 mars.

## Citation
- de Pie VII lors de l'homélie de béatification :

« Il était si célèbre par toutes sortes de vertus.. par la connaissance des choses cachées et des pensées secrètes, par ses miracles et ses prophéties, que la renommée s'en répandit partout. Les malades arrivaient par troupes, à de certaines heures, dans une église désignée par lui ; et là, il les guérissait en présence d'une multitude de chrétiens. » 

## Sources
- Histoire universelle de l'Église Catholique - René François Rohrbacher - Paris - 1861 - (Gallica)
- Mémoires pour servir à l'histoire ecclésiastique pendant le XVIIIe siècle - Abbé Picot - 1853 - (Gallica)
- (en) Catholic Encyclopædia